# 関義臣
関 義臣（せき よしおみ、1839年12月15日（天保10年11月10日） - 1918年（大正7年）3月30日）は、日本の武士・越前福井藩士、政治家。別名を山本龍二郎、関龍二。号は湘雲。正三位勲二等男爵。

## 略歴
1839年、福井藩の家老である本多家の越前府中（現在の越前市、旧武生市）領にて、本多家家臣・山本五郎の三男に生まれる。当初名乗っていた名前は山本龍次郎であった。嫡男ではないため、福井本藩の家臣であった山本家の分家で育つ。
藩校明道館に学び、幹事の橋本左内に認められて、文久2年（1862年）に昌平坂学問所に学んだ。1866年（慶応2年）、長崎の坂本龍馬を訪ねて亀山社中に加盟し、のちに海援隊に属した。この頃より「関龍二」を名乗る。直後に英国への渡航を行うが、長崎から出帆した船が台風に遭遇して遭難し、上海を経由して長崎に帰還した。その後は京都の越前藩屋敷に出仕するが、藩の中心人物らと上手く行かず、大阪などで新政府の官吏として活躍していたが、これは藩の許可は得ていなかった。
1868年（明治元年）には、大阪の舎密局で舎長を務めたが、新政府の中心人物らと福井藩の人物らとの間に軋轢が生じるようになると、新政府方で活躍していた関の存在は福井藩に疎ましく思われ始めた。身柄は福井藩士のままであった関は福井藩に呼び戻されるも応じなかったため、福井藩により捕縛され、福井に強制帰還させられ府中の兄の家に幽閉される。
1870年（明治3年）の武生騒動に関与したとして捕縛され、藩は死刑を求刑するも、新政府はこれを認めず、後に釈放される。
大阪府権判事をはじめ、鳥取県権令や宮城控訴院検事長、大審院検事、徳島県知事、山形県知事、貴族院勅選議員（1897年12月23日任）などを歴任。1902年2月25日、錦鶏間祗候となる。
1907年（明治40年）9月、日露戦争の功により男爵を授けられる。1918年3月、肺炎のため麻布一本松町の邸宅に於いて薨去。享年79。墓所は青山霊園。

## 栄典・授章・授賞
位階
- 1874年（明治7年）2月23日 - 正六位[4]
- 1886年（明治19年）7月8日 - 従五位[5]
- 1890年（明治23年）8月6日 – 従四位[6]
- 1894年（明治27年）5月21日 - 正四位[7]
- 1903年（明治36年）12月1日 - 従三位[8]

勲章等
- 1885年（明治18年）4月7日 - 勲六等単光旭日章[9]
- 1889年（明治22年）11月29日 - 大日本帝国憲法発布記念章[10]
- 1900年（明治33年）6月30日 - 勲三等瑞宝章[11]
- 1907年（明治40年）9月23日 - 男爵[12]
- 1916年（大正5年）4月1日 - 勲二等瑞宝章[13]

## 著作
- 秋声窓詩抄別集が国立国会図書館に所蔵されている。

## 家族
- 父親は福井藩士の山本五郞平[14]。
- 妻:邨子（むらこ、久米貞元五女）[15]
  - 義寿（1889年生、貴族院男爵議員）[15]
  - 娘の花子（1882年生）は石川県士族出身の陸軍大佐・小原正忠の妻[14]。正忠の父親・小原正恒も日露戦争に出陣した陸軍大佐[16]。
  - 養子の関義孝（1871年生）は山本怡仙の弟[14]。
- 妾:佐善順子[14]
  - 庶子：壽子（1879年生）の夫は陸軍歩兵中佐・蓮見鉄太郎（栃木県士族・蓮見啓之進の長男。蓮見重彦の祖父）[14]
  - 庶子：貞子（1880年生）の夫は基隆要塞・下関要塞司令官・東乙彦[15][14]。華族女学校出身[17]。
  - 庶子：淑子（1884年生）の夫は上野景範長男・景明[15][14]
  - 庶子：愛子（1888年生）の夫は日鉄鉱業顧問・奥田武二郎（奥田教朝の父）[14][18]
  - 庶子：光子（1889年生）の夫は専売局技師　河上春生[14][19]
  - 庶子：義長（1892年生）三菱電機社長[15][14]
  - 庶子：東義胤（1898年生）姉・貞子の夫・東乙彦の養子となり[15][14]、帝都高速度交通営団理事・日本鉄道運転協会初代会長のち名誉会長[20]。妻の壽恵子は渋沢商店支配人上原豊吉の八女[21]。